# ラセンウジバエ
ラセンウジバエ (Cochliomyia hominivorax) は、ハエ目クロバエ科の昆虫の一種。中南米原産で、牛や羊などの家畜の傷に卵を産み、これから孵った幼虫が生きた動物の肉を食う害虫である。被害をうけた家畜はひどく弱り、ときには死に至る。
この害虫はメキシコから米国に侵入し、家畜に大きい損害を与えたため、不妊虫放飼法による根絶防除が1957年から米国でおこなわれて成功した。 